# 기능주의 (건축)

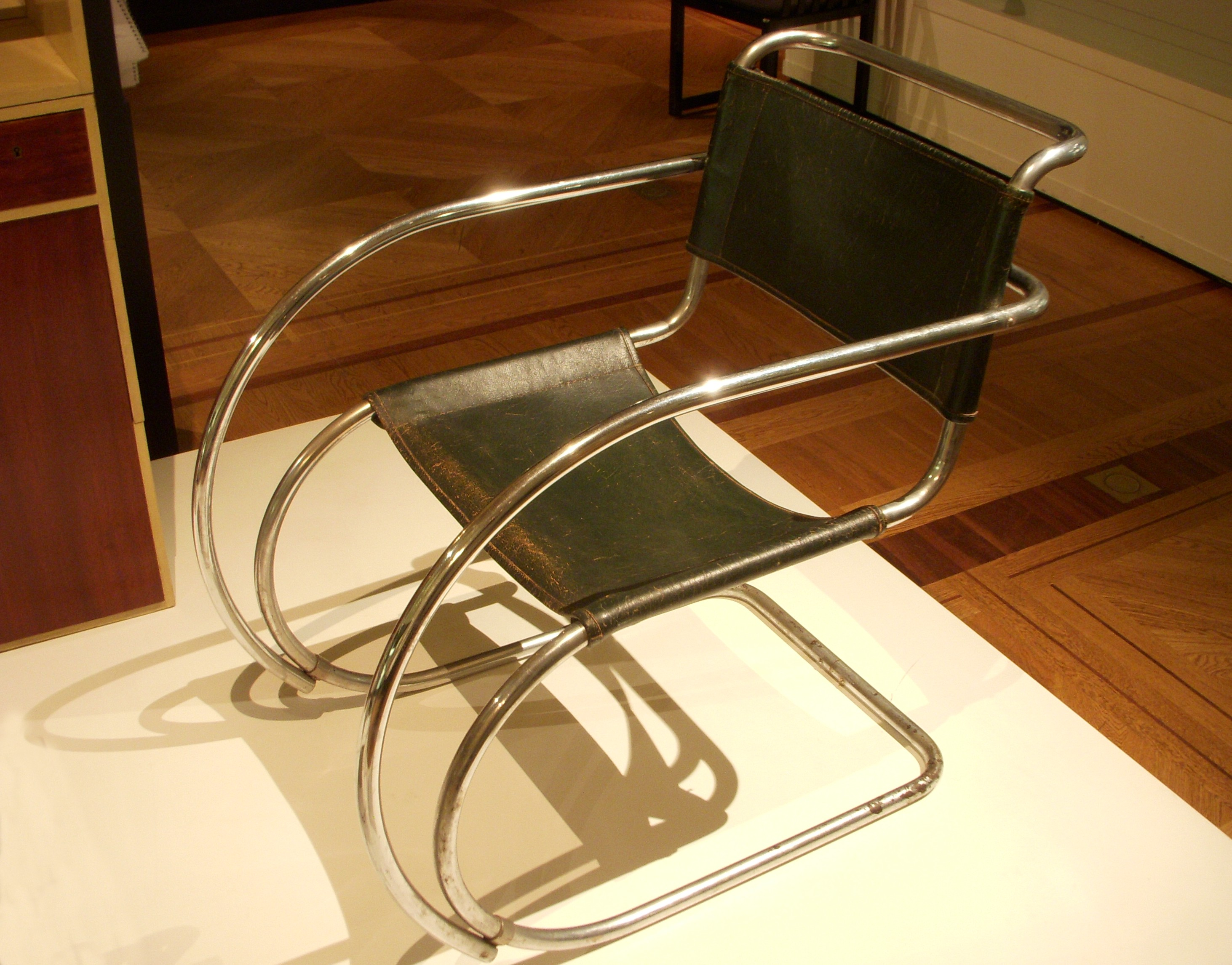

건축학에서 기능주의는 기능을 건축이나 디자인의 핵심 또는 지배적 요소로 하는 사고방식을 말한다. 다시 말하면 건축이나 공예에 있어서 그 용도 및 목적에 적합한 디자인을 취한다면 그 조형의 미는 스스로 갖추어진다는 사고방식을 의미한다. 기능 개념의 모태를 이루는 실용성 또는 합목적성의 개념은 19세기 초반의 고전주의 건축가 쉰켈Karl Friedrich Schinkel(1781~1841) 등의 사상에서 싹트기 시작하여, 19세기 후반에 이르러 바그너Otto Wagner, 메셀Alfred Messel, 미국의 설리반Louis Henri Sullivan(1856~1924) 등 진보적인 건축가들에 의해 처음으로 적극적인 조형의 요소로써 다루어졌다.
특히 근대 건축의 아버지라고 일컬어지는 오스트리아의 건축가 바그너는 “예술은 필요에 따라서만 지배된다”고 주장하였으며, 미국 건축의 개척자 중 한 사람인 설리반은 “형태(form)는 기능에 따른다”고 하였다. 한편 “집은 살기 위한 기계”라는 유명한 말을 남긴 프랑스의 건축가 르 코르뷔지에Le Corbusier(1887~1965)는 1924년경부터 회화 운동의 하나인 순수주의의 원리를 건축에 응용하였다. 그는 순수하게 기능적인 목적을 획득하기 위해서 콘크리트, 놋쇠, 유리 등의 재료로 조작하고 또 부착시키는 디자인을 시작하였다.
그러나 제1차 세계대전 후 ‘표현이 아니라 기능을’이라는 주제를 디자인의 기본 원리로 삼아 작업을 했던 핀스테를린Hermann Finsterlin, 헤링Loy Hering, 샤로운Hans Scharoun 등의 건축가들은 지나치게 인체나 생물 기관의 모방에 빠진 나머지 유기적 곡선에의 편중 및 극단적인 개성화를 초래하였다. 그리고 이론적으로는 특정한 기능에 대해 유일적인 형태가 결정되지 않으면 안 된다는 점을 강조함으로써 비판을 받았다. 그러나 기능주의는 조형 미술 분야에서 바우하우스, 순수 주의, 구축주의 등에 여러 형태로 상당한 영향을 주었다.